# Отто Кеннеке
Отто Кеннеке (нім. Otto Könnecke; 20 грудня 1892 — 25 січня 1956) — німецький льотчик-ас, оберстлейтенант люфтваффе (1 квітня 1942). Кавалер ордена Pour le Mérite.

## Біографія
Син столяра. Навчався у будівельній торговій школі в Франкфурті-на-Майні і став учнем столяра. В 1911 році вступив в 3-й залізничний полк, який знаходився в Ганау. В 1913 році пройшов курс пілота в 4-му запасному авіаційному дивізіону.
Протягом перших двох років Першої світової війни служив інструктором. В грудні 1916 року відправлений в 25-ту винищувальну ескадрилью, яка билася на Македонському фронті. В кінці квітня 1917 року переведений в 5-ту винищувальну ескадрилью на Західному фронті. До кінця 1917 року здобув 11 перемог. Кенекке часто літав разом із двома іншими асами, Фріцем Румеєм і Йозефом Маєм. Їх називали «Золотим Тріумвіратом», оскільки всі троє були нагороджені Золотим хрестом «За військові заслуги» і здобули загалом 108 перемог, що становило понад 40% перемог ескадрильї. 14 серпня 1917 року переміг двох британських асів у Bristol F.2 Fighter, Юджина Колера та Сіріла Гледмена і загалом здобув 31-у перемогу. 4 листопада 1918 року здобув останню 35-ту перемогу.
Кеннеке був піонером цивільного повітряного пасажирського транспорту і впливовою фігурою в післявоєнній німецькій авіації. В 1926 році він став одним із перших пілотів Люфтганзи. В 1927 році спробував здійснити переліт через Атлантичний океан з Європи до Північної Америки для встановлення комерційного пасажирського маршруту. Він вибрав літак Caspar C32, який отримав назву «Германія». Цей біплан був значно модифікований, щоб надати йому 50-годинну тривалість польоту. Проект мав стартувати з Кельна через Атлантичний океан, Британські острови, Гренландію та Ньюфаундленд. Штормова система над Північною Атлантикою змусила Кеннеке дістатися Америки довшим шляхом. 20 вересня 1927 року він вирушив із запланованим маршрутом через Угорщину, Румунію, Туреччину та Персію до Індії. Звідти він запланував маршрут через Корею, Японію та півострів Камчатку до західного узбережжя Америки. Опинившись в Америці, він мав летів до Нью-Йорка, а потім додому до Німеччини, проте через проблеми з літаком і екіпажем він не долетів далі Калькутти.
1 жовтня 1935 року Кенеке був запрошений в люфтваффе і став інструктором. Він доклав чимало зусиль для відродження німецьких ВПС. З 27 серпня 1939 року — командиром розвідувальної льотної школи в Гільдесгаймі (пізніше — 2-ге розвідувальне льотне училище). 5 серпня 1942 року відправлений в резерв ОКЛ. 5 жовтня 1942 року відряджений в командування авіаційної області «Ростов». З 14 грудня 1943 року — комендант авіабази E 13/IV, з 15 жовтня 1944 року — 271.
Кеннеке помер в Бад-Айблінгу і був похований на міському цвинтарі. В 1984 році його могила була повторно використана для нового поховання.

## Нагороди
- Нагрудний знак військового пілота (Пруссія)
- Залізний хрест 2-го і 1-го класу
- Почесний кубок для переможця у повітряному бою
- Золотий хрест «За військові заслуги» (12 травня 1918)
- Королівський орден дому Гогенцоллернів, лицарський хрест з мечами (20 липня 1918)
- Pour le Mérite (26 вересня 1918)
- Пам'ятний знак пілота (Пруссія)
- Медаль «За вислугу років у Вермахті» 4-го класу (4 роки)
- Застібка до Залізного хреста 2-го класу
- Нагрудний знак пілота (Італія)
- Хрест Воєнних заслуг 2-го і 1-го класу з мечами

Нагороди Кеннеке і нагородні сертифікати до них зберігаються в Німецькому музеї орденів в Нойффені.